# هرمن چینری هسه
هرمن چینری هسه یک کارآفرین نرم‌افزار و بنیان گذار SOFTribe، بزرگ ترین شرکت نرم افزای غنا می باشد. او به بیل گیتس کشور غنا شهرت دارد. چینری هسه همچنین در لیست نوآوران سیاه STEM در رتبه 15 است.

## تحصیلات
هرمن در مدرسه Mfantsipim تحصیل کرده است.